# Strefa Złoty Stok–Skrzynka
Strefa Złoty Stok–Skrzynka – jednostka geologiczna w Sudetach, podrzędne wydzielenie w obrębie metamorfiku Lądka–Śnieżnika.
Strefa tektoniczna Złoty Stok–Skrzynka znajduje się w północnej części metamorfiku Lądka–Śnieżnika, od zachodu kontaktując z masywem kłodzko-złotostockim. Od wschodu strefa obcięta jest sudeckim uskokiem brzeżnym. Budowa tej strefy jest złożona, w jej skład wchodzą mylonity, kataklazyty, gnejsy (gnejsy haniackie) oraz hornfelsy i metabazyty. Podobnie jak całość metamorfiku Lądka–Śnieżnika jest to struktura waryscyjska.
Bardziej szczegółowe nazwy to: strefa tektoniczna Złoty Stok–Skrzynka oraz strefa mylonityczna Złoty Stok–Skrzynka. W dawniejszym ujęciu wyróżniano antyklinorium Skrzynki w obrębie krystaliniku Lądka–Śnieżnika. Nazwa jednostki pochodzi od miejscowości Złoty Stok i Skrzynka. Pod względem geograficznym obszar ten znajduje się w Górach Złotych.